# Вице-адмирал Жуков (тральщик)
«Электрик», МТЩ «Электрик», с 1985 года "Вице-адмирал Жуков" — советский морской тральщик проекта 266М (шифр «Аквамарин») Тихоокеанского флота и Черноморского флота ВМФ СССР. В составе Черноморского флота ВМФ России.

## Служба
Морской тральщик "Электрик" проекта 266М (шифр «Аквамарин») был заложен 25 октября 1976 года на Средне-Невском ССЗ в Ленинграде (заводской номер №951). 29 октября 1977 года был спущен на воду. 30 декабря 1977 года вступил в строй и вошел в состав Тихоокеанского флота.
В сентябре 1979 года был перечислен в состав Черноморского флота. Тральщик входил в состав 68-й бригады кораблей ОВР. Бортовые номера 909.
17 марта 1985 года тральщик был переименован, и получил название "Вице-адмирал Жуков". Он носил имя Гавриила Васильевича Жукова - командира Одесской военно-морской базы, а затем заместителя командующего Черноморским флотом по обороне Севастополя, начальник Черноморского высшего военно-морского училища в Севастополе.
В зиму  1988-1989 года выполнял задачи боевой службы в Персидском заливе. В феврале 1989 года отряд из БПК «Адмирал Захаров», вместе с плавбазой «Иван Колышкин», тральщиками «Контр-адмирал Першин», «Харьковский комсомолец» и «Вице-адмирал Жуков», выполнял задачи по охране мирного судоходства СССР в зоне Персидского залива. 
Корабль совершил походы в Атлантику, Индийский океан, Персидский залив. Морской тральщик участвовал в миротворческой миссии в Грузии в 1996-м году. За кормой корабля более 200 тысяч морских миль.
После раздела флота в составе ВМФ России. Шефство над кораблем осуществляла администрация города Лобня Московской области.
Тральщик входил в 418-й дивизион тральщиков 68-й бригады кораблей ОВР с базированием на Южную бухту Севастополя. Затем вошел в состав 149-й тактической группы противолодочных кораблей 68-й бригады кораблей ОВР, с базированием на Стрелецкую бухту Севастополя.
В марте-апреле 2009 года тральщик нёс боевую службу у берегов Абхазии. 
В 2017 году тральщик был разоружен и подготовлен для вывода из состава флота. Выведен из состава флота в январе 2018 года, находился в отстое. В октябре 2020 - январе 2021 годов был разделан на металл в бухте Стрелецкая, Севастополь.

## Командиры
- капитан 3-го ранга Н. Шаруев;
- капитан 3-го ранга И. Евдоченко (2009);
- капитан 3-го ранга Сергей Лахин;
- капитан-лейтенант Сергей Пинютин;
- старший лейтенант Сергей Зиновьев[1].

## Примечание
1. 1 2 3 4 5 6 7 8  Морской тральщик "Вице-адмирал Жуков". Черноморский флот - информационный ресурс (2024). Дата обращения: 7 декабря 2024. Архивировано 10 декабря 2024 года.
2. ↑  Лурье В. М. Жуков Г. В. // Адмиралы и генералы Военно-Морского флота СССР в период Великой Отечественной и советско-японской войн (1941—1945). — СПб. : Русско-балтийский информационный центр БЛИЦ, 2001. — 280 с. — 2000 экз. — ISBN 5-86789-102-X.
3. ↑  Владимир Пасякин. Малые, да удалые // Красная звезда : газета. — 2009. — 15 апрель. Архивировано 8 декабря 2024 года.